# 平良りん子
平良りん子（たいら りんこ　1953年10月3日-）は琉球民謡歌手、琉球民謡協会師範、沖縄音楽のアーティスト。沖縄県島尻郡知念村（現・南城市）生まれ。

## 略歴
19歳のときに兼村憲孝・山里ユキの下に住みこみで弟子入りし、同年音楽活動をはじめる。
活動直後にシングル「新家庭小」「捨てぃんなよー」を発表。現在に至るまで芸能活動を続けながら美容師の免許も取得し、全日本着装コンサルタント協会の上級講師としても活動している。
現在は活動拠点を埼玉県川口市に移し、芸能活動を行いながら琉球民謡教室を開いている。
2004年11月28日には東京都北区北とぴあさくらホールで「平良りん子琉球民謡30周年記念・ふるさとぬ姿 唄遊び」を公演。この年アルバム「ふるさとぅぬ姿」を発売。
2007年12月6日に師匠である山里ユキ45周年記念公演「命一つ、歌一つ」に出演した。

## ディスコグラフィー

### アルバム
- ふるさとぅぬ姿　2004年
  1. 赤花音頭
  2. から竹ぬサンバ
  3. 我が御内ぬ花
  4. めんそうれー伊計島
  5. 親心
  6. ふるさとぅぬ姿
  7. 月と男心
  8. 無情の唄
  9. 意見あやぐ
  10. かんとう岩
  11. ナクガーぬ由来記
  12. 久米島情話
  13. 奥山ぬ恋路
  14. 新家庭小

### シングル
- 新家庭小
- 捨てぃんなよー